# 待遇表現
待遇表現（たいぐうひょうげん），是指一種考慮自己和當事人之間的關係、氣氛和情境，並選擇對應的詞句及表達方法，以促進溝通順利進行的言語行為。

## 定義
1911年，坂本惠和鐮谷浩在早稻田大學日語研究教育中心公報上發表了《待遇表現教育の構想》，將待遇表現定義為「表達主體」在考慮「自己」、「對方」、「言語主題表達的內容」之間的關係、「表達現場」的情境和氛圍、和「表達形式」的情況下，表達某種「表達意圖」的言語行為。 由於待遇表現很少會用於鄙視對方或貶低他人，因此從狹義上講，待遇表現有時被會被稱為敬語表現。例如，當一個人想喝水，並想把這個想法傳達給另一方時，他需要選擇什麼樣的表達方式，是取決於對方的身份和當前的情況。如果對方是朋友，而表達場所是朋友的房子，則應選擇使用「要求」的表達方式，並選擇如「給我水」和「請給我水」之類的表達。如果對方是上司，而地點是工作場所，則應選擇使用「請求允許」的表達方式，如「我可以去喝水嗎？」。